# Raval de Gurp
El Raval de Gurp és una obra de Tremp (Pallars Jussà) protegida com a Bé Cultural d'Interès Local.

## Descripció
Conjunt de construccions, adossades entre elles, entre les quals destaca l'edifici destinat a habitatge, amb un alçat de tres plantes (planta baixa i dos pisos). Les façanes són de pedra del país, visible com a resultat de l'eliminació de l'arrebossat original dels murs. En el cos principal s'identifiquen dos registres verticals d'obertures, entre els quals es localitzen diverses finestres distribuïdes de manera aleatòria. L'accés principal està configurat per una gran porta amb llinda d'arc rebaixat i adovellat. Totes les obertures apareixen emmarcades per franges de ciment. Els balcons són ampitats i no conserven la seva fesomia original.